# Rhododendron afghanicum
Rhododendron afghanicum är en ljungväxtart som beskrevs av James Edward Tierney Aitchison och Amp;. Hemsl. Rhododendron afghanicum ingår i släktet rododendron, och familjen ljungväxter. Inga underarter finns listade i Catalogue of Life.